# Jeísa Chiminazzo
Jeísa Chiminazzo (Muçum, 12 de abril de 1985) é uma modelo brasileira.

## Biografia
A gaúcha da pequena cidade de Muçum, foi descoberta pela empresaria mundialmente conhecida Marla Drebes que também descobriu a primeira Top Model Brasileira Shirley Mallmann.
Chiminazzo iniciou a sua carreira aos 13 anos. Mudou-se para Nova Iorque aos 15 anos para trabalhar como modelo, defendendo, posteriormente, que se exija idade mínima de 16 anos para exercer este ofício, em função das pressões que sofrem as jovens no mundo da moda.

## Trabalhos
Ao longo de sua carreira, fez trabalho para Alexandre Herchcovitch, Dolce & Gabbana, Yves Saint Laurent, Hermès e Christian Dior, entre outras marcas.
Desfilou para a Victoria's Secret.